# Кинеска жутика
Кинеска жутика (Berberis julianae Schneid.) описао је Шнајдер (Camillo Schnieder, 1876-1951) аустријски ботаничар и пејзажни архитекта у Plantae Wilsonianae 1: 360. 1913. америчког ботаничара Сарџента (Charles Sprague Sargent, 1841-1927). Биљку је открио Вилсон (Ernest Henry Wilson 1876-1930) енглески колекционар биљака који је из Кине интродуковао на Запад око 2000 азијских биљних врста, од којих 60 носе његово име. Етимолошки корени имена рода Berberis добијено је од арапског برباريس (бирабари), што је име за жутику, а епитет врсте има меморијални карактер по Јулијани Шнајдер, Камиловој жени. У Кини ова жутика назива се 豪猪 刺 (хао џу ци) што значи трн бодљикавог прасета. Код нас среће се и назив зимзелена Јулијанина жутика, Јулијанин берберис. 

## Ареал
Распрострањена је у Централној Кини у провинцијама Гуангси, Гуејџоу, Хубеј, Хунан, Сичуан где расте у појасу од 1100-2100 m н. в, на падинама, шумама, шикарама, и шумама бамбуса. 

## Опис врсте
Зимзелени брзорастући, овални жбун висок 1-3 m, и до 3 m широк. Гране су жутосмеђе или сивобраон; леторасти бледожути избраздани, са неупадљивим црним брадавицама и троделним трновима 1-4 cm дугим, дебелим, адаксијално избразданим. 
Листови наизменични или у чуперцима по 5 до 6, абаксијално бледозелени, адаксијално тамнозелени, елиптични, ланцетасти или обрнуто ланцетасти, 3-10 × 1-3 cm, кожасти, абаксиално са испупченим средњим нервом, бочни нерви благо уздигнути или не, адаксиално средишњи нерв утиснут, бочни нерви слабије уочљиви, обе површине са неупадљивим мрежастим нервима, основа клинаста, обод са 10-20 трнова са обе стране, врх зашиљен. Лисне петељке дуге 1-4 mm.
Жути петоделни цветови по 10-25 у штитастим цвастима, на дршкама 8-15 mm дугим, обилни. Чашични листићи у 2 реда; спољашњи јајасти, око 5 × 3 mm на врху зашиљени; унутрашњи издуженоелиптични, око 7 × 4 mm заобљеног врха, тупи. Листићи крунице издуженоелиптични, око 6 × 3 mm у основи закривљени са дугуљастим жлездама, одрезаног врха. Конектив антера није продужен. Овуле појединачне. Имају благи мирис на путер. Цветање крајем марта и током априла. 
Бобице плавоцрне, дугуљасте, 7-8 × 3.5-4 mm, са беличастим пепељком, стубић остаје на плоду. Дршке од зелене, са сазревањем плодова, попримају црвену боју. Плодови су једносемени; семе капљичастог облика, семењача смеђа, храпава. Плодоноси од августа, бобице остају на гранама до пролећа.

## Биоеколошке карактеристике
Врста је хелиофит који може да расте и у делимичној сенци. Толерише различите типове земљишта, али најбоље се развија на влажним, добро дренираним, плодним, благо киселим. Не подноси дуга задржавања воде у зони корена. Сматра се толерантном према суши. Значајне штеточине нису евидентиране. 

## Значај
Кинеска зимзелена жутика има низ декоративних особина значајних за употребу у хортикултури и пејзажној архитектури. Главне особине због којих се гаји су кожасти зимзелени листови који при олиставању имају бакарноцрвену боју, која се јавља и ујесен на старим листовима пред њихово опадање; дуг пролећни период цветања, жути ситни али обилни цветови, контрастни плодови који остају дуго на гранама, лако одржавање, одсуство штеточина, атрактивност за пчеле, које је опрашују, лептире и птице певачице током зиме због плодова. Често се гаји као импресивна непробојна жива ограда због густо испреплетаних грана и изузетно оштрих, троделних трнова. Ограде могу да буду слободнорастуће, неформалне или орезане када се остаља шира основа, а орезивање врши по прецветавању. 
Врста није погодна за дечија игралишта и делове зелених простора поред стаза због трнова. У Великој Британији гаји се од 1900. Њено присуство у дивљини је тамо први пут забележено 1984. и наставља се. У Немачкој незнатно ширење у условима блаже климе забележено је 1995. године., а у Белгији 2005 Код нас нема спонтаног ширења и може се сматрати неинвазивном врстом.

## Размножавање
Сетва семена врши се под стаклом одмах по сакупљању и доради, или упролеће после 4-5 месеци стратификације. По дужном метру сеје се 3 g. Саднице остају у сејалишту 1-2 године, а затим се пресађују и формирају наредне 2-3 године. Вегетативно кинеска жутика се размножава полузрелим резницама уз третман 0,25%IAA, 1%IBA, или без фитохормона током септембра-новембра. Температура супстрата треба да је 12°C. Калемљење, бочно спајање, се ређе примењује, а као подлога за брзорастуће зимзелене жутике користи се Berberis vulgaris ‘Atropurpurea’

## Унутарврсни и међуврсни таксони
У природи се јављају два варијетета Berberis julianae var. oblongifolia Ahrendt и B. julianae var. patungensis Ahrendt. Има мало култивара, а у литератури се наводе 'Nana' и 'Spring Glory'. Чембрлен и Максвел описују робуснији таксон са већим листовима за који се не може са сигурношћу рећи да представља посебан унутарврсни таксон или хибрид.